# غرانت بريستو
غرانت بريستو هو متحر وجاسوس كندي، ولد في 1958.